# Valdemanco
Valdemanco es un municipio y localidad española de la Comunidad de Madrid. El término municipal cuenta con una población de 1052 habitantes (INE 2024). La localidad está ubicada a unos 1140 m sobre el nivel del mar. 

## Geografía
Está situado al norte de Madrid, en un pequeño valle al suroeste de los Cerros de La Cabrera, en la sierra de Guadarrama. Su término es marcadamente montañoso, con cumbres que alcanzan los 1838 m de altitud. Pertenece a la cuenca del río Guadalix, tributario del Jarama, siendo su arroyo principal el Albalá.
Limita al norte con Garganta de los Montes, al noroeste hace esquina con Canencia, al oeste con Bustarviejo, al sur con Navalafuente y Cabanillas de la Sierra, al este con La Cabrera y al noreste con Lozoyuela-Navas-Sieteiglesias. El término municipal se encuentra a menos de 10 km de los límites orientales del parque nacional de la sierra de Guadarrama.
El municipio está ubicado en la parte más oriental de la sierra de Guadarrama. Su término municipal presenta un gran desnivel, desde menos de 900 m de altura en la parte baja del arroyo Albalá hasta los 1830 m en Peña Negra (la llamada cuerda del Mondalindo).
El término municipal está ubicado entre la parte más occidental de la sierra de la Cabrera (cuya cumbre más alta, el Cancho Gordo, alcanza los 1560 m) y la más oriental de la cuerda sur de la sierra de Guadarrama (cuya cumbre más alta en esta zona, Peña Negra, alcanza los 1830 m). Por otra parte el cancho del Mondalindo marca el límite occidental del municipio, entre dicho cancho y la sierra de la Cabrera discurren varios arroyos de montaña que confluyen en el arroyo de Albalá, tributario del río Guadalix, cuyas aguas acaban en el Jarama, que a su vez se unirá al Tajo, cerca de Aranjuez. Esta gran diferencia altitudinal y la presencia de multitud de canchos graníticos marca en gran medida la composición de la vegetación:
- Por encima de los 1600 m abunda el piorno serrano, muy típico de la sierra de Guadarrama.
- Entre los 1300 y 1600 m hay una porción significativa de bosques de repoblación de pino silvestre, resinero y en menor proporción laricio.
- Entre los 1100 (en el entorno de las vías del tren) y los 1300 m (en el entorno de la Cañada Real Segoviana) abundan los pastizales, robledales de rebollo y fresnedas aclarados a lo largos de los siglos para obtener zonas de cultivo y de pastizal.
- Entre los 900 y los 1100 m abundan los jarales salpicados de encinas (en ligera fase de recuperación) y en las hondonadas de arroyo fresnedas (también en ligera recuperación).

Por otra parte cabe señalar especies que acompañan a pinares, robledales y fresnedas tales como los arces, rosales silvestres y majuelos. En el entorno del arroyo Albalá y sus tributarios se forman retazos de bosque de ribera con cierta abundancia de sauces, fresnos y alisos.

## Historia
La zona fue repoblada durante la Reconquista a expensas de la Comunidad de Ciudad y Tierra de Segovia dentro del Sexmo de Lozoya, al que pertenece desde entonces, quedando encuadrada inicialmente como parte de Bustarviejo.Según la leyenda sería hasta 1508 cuando la documentación escrita apunta al surgimiento de esta población con la construcción de una choza por Juan Valdés apodado el Manco, llamándose Casa de Valdemanco antes de tomar nombre actual. sin embargo en el Libro de la montería del siglo XVI ya es mencionada la casa de Nuño manco, probable germen de la Venta del Manco que terminaría por conformar la aldea.
El 4 de diciembre de 1840 se independizaría de Bustarviejo, tomando posesión el nuevo ayuntamiento el 7 de enero del año siguiente, momento en el que comenzaron décadas de rogatorios por parte del ayuntamiento solicitando mantenerse dentro de la comunidad segoviana que culminaron en su continuidad.
Hacia mediados del siglo XIX, el lugar tenía contabilizada una población de 400 habitantes. La localidad aparece descrita en el decimoquinto volumen del Diccionario geográfico-estadístico-histórico de España y sus posesiones de Ultramar de Pascual Madoz de la siguiente manera:

VALDEMANCO: l. con ayunt. en la prov. y aud. terr. de Madrid (9 1/4 leg.), part. jud. de Torrelaguna (2 1/2), c. g. de Castilla la Nueva , dióc. de Toledo (21 1/2). sit. al O. de los cerros llamados de la Cabrera en una hondonada ó pequeño valle; le combaten con mas frecuencia los vientos N.; el clima es frio, y sus enfermedades mas comunes tercianas. Tiene 92 casas de mala construccion, distribuidas en varias calles y una plaza; casa de ayunt.; escuela de primeras letras comun á ambos sexos, dotada con 1,200 rs., y una igl. parr. (San Roque) aneja de la de Bustarviejo, cuyo párroco la sirve; en los afueras se encuentra una fuente de buenas aguas. Confina el térm. N. Lozuyuela; E. la Cabrera; S. y Ó. Bustarviejo; se entiende 1/2 leg. de N. á S., y 1 de E. á O., y comprende una deh. boyal de 500 fan. de estension, perteneciente á los propios, y varios prados naturales, que crian buen heno. El terreno es de mediana calidad. caminos: los que dirigen á los pueblos limítrofes, en mal estado, pasando á 1 leg. de dist. la carretera que de Madrid va á Burgos. El correo se recibe en Buitrago por los mismos interesados. prod.: centeno, algo de frutas, patatas y legumbres; mantiene ganado lanar y vacuna, y cria caza de conejos y perdices. ind.: la agrícola y un molino harinero. pobl.: 67 vec., 400 alm. cap. prod. é imp.: con Bustarviejo, de cuyo pueblo fue segregado posteriormente al año de 1842, én que se formó la matrícula catastral. pobl. 67 vec., 400 almas.
(Madoz, 1849, pp. 278-279)

## Demografía
Cuenta con una población de 1052 habitantes (INE 2024).
| Gráfica de evolución demográfica de Valdemanco entre 1842 y 2021                                                      |
| |
| Población de derecho según los censos de población del INE. Población de hecho según los censos de población del INE. |

## Economía

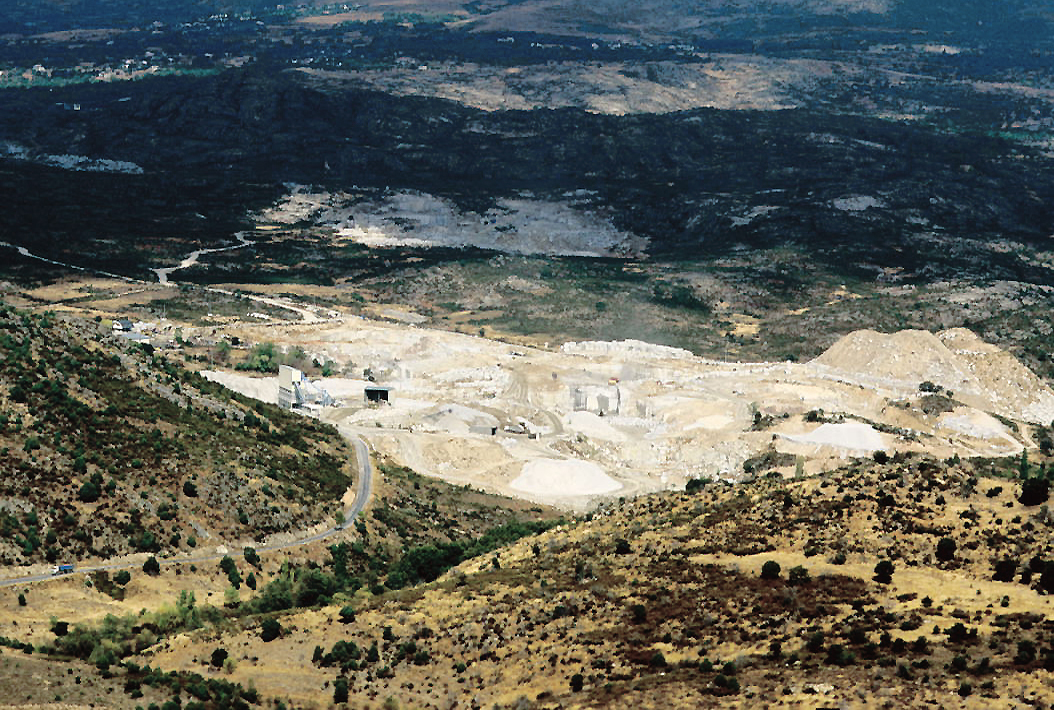
Cantera de granito en Valdemanco a comienzos de la década de 1990

La actividad económica dominante es la construcción: una parte significativa de la población se dedica a ella directa o indirectamente. En este sector se incluye la extracción y comercialización del granito de las canteras que rodean el pueblo.
El potencial ganadero es medio-bajo. Hasta no hace muchos años el ganado caprino y el ovino eran los más abundantes. En la actualidad los pocos ganaderos que aún mantienen su actividad se dedican al bovino. Las actividades agrarias son escasas debido a lo accidentado del terreno. Lo más destacable son las pequeñas huertas de uso local y la producción de judías verdes.
En fechas recientes, el turismo procedente de la comunidad de Madrid ha alcanzado una importancia significativa. A dicho desarrollo han contribuido diversos factores: En primer lugar la ubicación de la localidad, en la sierra norte de Guadarrama (antigua sierra pobre), territorio poco poblado y de gran valor ecológico, con una gran variedad de paisajes (canchales, zonas de alta montaña, robledales, fresnedas, pastizales, etc..). Comunicados, todos ellos, por una amplia red de senderos y cañadas muchas de ellas de origen medieval (por ejemplo la Real segoviana, anterior al edicto real de Alfonso X el Sabio en 1273.). En segundo lugar la relativa cercanía de la carretera A-1, junto con su densa red de senderos, convierte la localidad en lugar ideal para pasear en bicicleta o a pie. Por último y no menos importante, la gran tradición culinaria de origen castellano, como son los asados de cabrito o cordero (al horno de leña) y carnes de buey y ternera a la brasa.

## Comunicaciones

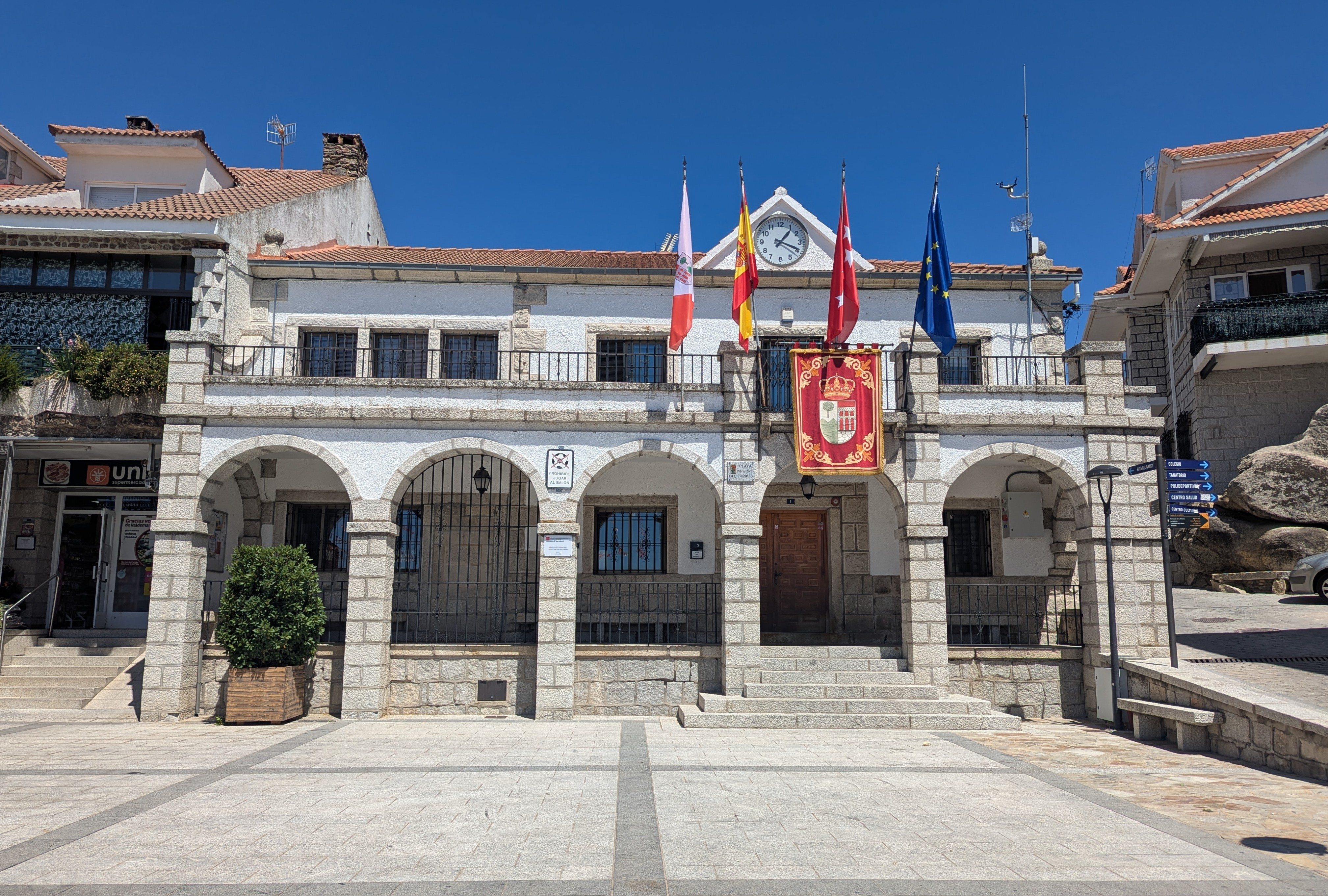
Casa consistorial

Tres líneas de autobús acceden al municipio. Una de ellas comienza su recorrido en el intercambiador de Plaza de Castilla.
| Línea | Recorrido                                                                       |
| ----- | ------------------------------------------------------------------------------- |
| 197B  | Torrelaguna - El Berrueco - La Cabrera - Valdemanco                             |
| 197C  | Torrelaguna - Venturada - Cabanillas de la Sierra                               |
| 725   | Madrid (Plaza de Castilla) - Miraflores de la Sierra - Bustarviejo - Valdemanco |

### Tren
El ferrocarril directo Madrid-Burgos discurre por este municipio pero carece de servicio alguno. Muy alejada de Valdemanco, comparte estación con el municipio de Bustarviejo, denominada Bustarviejo-Valdemanco. Así mismo, hay un pequeño apeadero al paso de las vías por la localidad, el cual también carece de servicio actualmente.